# Zentrygon
Zentrygon (лат.) — род птиц из семейства голубиных (Columbidae), объединяющий 8 видов. Все представители рода живут в неотропиках, встречаются в лесных угодьях Центральной и Северной Америки, присутствуют в центральной части Южной Америки.
Птицы обитают на земле, кормятся и размножаются в густых лесах. Отличаются фиолетовой или коричневой окраской со светлыми и тёмными отметками на голове.

## Таксономия
В результате филогенетических исследований, проведённых группой орнитологов, этот род был выделен в 2013 году из рода Geotrygon.
Филогенетически род Zentrygon наиболее тесно связан с родом Zenaida, от которого отличается относительно коротким и квадратным или округлым хвостом, меньшей длиной крыла, и округлым окончанием крыла.

### Виды
Международный союз орнитологов включает в род 8 видов:
- Zentrygon albifacies (P. L. Sclater, 1858)
- Zentrygon carrikeri (Wetmore, 1941)
- Zentrygon chiriquensis (P. L. Sclater, 1856)
- Zentrygon costaricensis (Lawrence, 1868) — Коста-риканский земляной голубь
- Zentrygon frenata (Tschudi, 1843) — Розоволицый земляной голубь
- Zentrygon goldmani (Nelson, 1912) — Панамский земляной голубь
- Zentrygon lawrencii (Salvin, 1874) — Пурпурноспинный голубь
- Zentrygon linearis (Prěvost, 1843) — Бледнолицый земляной голубь